# Konstandinos Tsatsos
Konstandinos Tsatsos (gr. Κωνσταντίνος Τσάτσος; ur. 1 lipca 1899 w Atenach, zm. 8 października 1987 tamże) – grecki prawnik, nauczyciel akademicki i polityk, profesor, minister, deputowany, a w latach 1975–1980 prezydent Grecji.

## Życiorys
Ukończył studia prawnicze na Uniwersytecie Narodowym im. Kapodistriasa w Atenach. Pracował początkowo w dyplomacji, kształcił się następnie na Uniwersytecie w Heidelbergu. W 1929 został wykładowcą szkoły prawa na macierzystej uczelni. W 1932 objął stanowisko profesorskie. Zajmował się też literaturą klasyczną i współczesną. W 1939 w okresie dyktatury Joanisa Metaksasa został aresztowany, deportowany na wyspę Skiros i zwolniony z uniwersytetu. W trakcie niemieckiej okupacji działał w ruchu oporu. W 1944 w obliczu zagrożenia aresztowaniem uciekł na Bliski Wschód. Był doradcą funkcjonującego na uchodźstwie rządu. Po wyzwoleniu powrócił na uczelnię.
Zaangażował się wkrótce w działalność polityczną w ramach Partii Liberalnej. Między 1945 a 1949 oraz 1956 a 1963 obejmował liczne stanowiska ministerialne, był ministrem zabezpieczenia społecznego, spraw wewnętrznych, sprawiedliwości, lotnictwa, prasy i informacji, spraw religijnych i edukacji, ministrem odpowiedzialnym za prezydium rządu. Był też m.in. wiceministrem do spraw koordynacji (1951). Wybierany na posła do greckiego parlamentu. Stał się bliskim współpracownikiem Konstandinosa Karamanlisa, w 1956 dołączył do założonej przez niego Narodowej Unii Radykalnej.
W okresie junty czarnych pułkowników współpracował z przedsiębiorstwem wydawniczym i z Akademią Ateńską (od 1961 członek, później wiceprzewodniczący i przewodniczący tej instytucji). Był aktywnym opozycjonistą wobec reżimu. Po jego upadku w 1974 brał udział w opracowaniu nowej konstytucji. W tym samym roku objął urząd ministra kultury, a także uzyskał mandat posła do Parlamentu Hellenów I kadencji z listy Nowej Demokracji. W następnym roku wybrany na prezydenta Grecji. Urząd ten sprawował w okresie od czerwca 1975 do maja 1980. W ostatnich latach życia zajmował się działalnością dydaktyczną i publicystyczną.

## Życie prywatne
Był mężem Joany Tsatsu, siostry Jorgosa Seferisa. Miał dwie córki.